# Ардашев, Игорь
Игорь Ардашев (чеш. Igor Ardašev; род. 2 августа 1967, Брно) — чешский пианист.
Обучался в Консерватории Брно. Затем поступил и окончил Академию музыкальных искусств имени Яначека в Брно, ученик Инессы Яничковой. Занимался также в мастер-классах Рудольфа Серкина и Пауля Бадуры-Скоды. На рубеже 1980-90-х гг. активно участвовал в международных конкурсах, был удостоен ряда наград, в том числе пятой премии Международного конкурса имени Чайковского (1987), третьей премии конкурса «Пражская весна» (1988), шестой премии Конкурса имени королевы Елизаветы (1991), четвёртой премии Конкурса имени Маргерит Лонг (1995).
Известен как исполнитель сочинений Дмитрия Шостаковича и Оливье Мессиана. С 1990 года выступал с концертами в Европе, Америке и Японии. В 1994 г. выпустил первый диск с произведениями Бетховена, Мусоргского и Богуслава Мартину. В дальнейшем записал также фортепианные концерты Чайковского, Дворжака, Рахманинова, Прокофьева, Виктора Ульмана. Нередко выступает в дуэте с женой Ренатой, также пианисткой.